# Colurella uncinata
Colurella uncinata är en hjuldjursart som först beskrevs av Müller 1773.  Colurella uncinata ingår i släktet Colurella och familjen Lepadellidae. Arten är reproducerande i Sverige.

## Underarter
Arten delas in i följande underarter:
- C. u. bicuspidata
- C. u. deflexa
- C. u. ornata
- C. u. uncinata